# Luis Perdomo (baseball, 1993)
Pour les articles homonymes, voir Luis Perdomo et Perdomo.
Luis David Perdomo (né le 9 mai 1993 à Saint-Domingue, République dominicaine) est un lanceur droitier des Brewers de Milwaukee de la Ligue majeure de baseball.

## Carrière
Luis Perdomo signe son premier contrat professionnel en 2010 avec les Cardinals de Saint-Louis et évolue en ligues mineures avec des clubs qui leur sont affiliés de 2011 à 2015. Le 10 décembre 2015, il est réclamé par les Rockies du Colorado à l'annuel repêchage de règle 5 tenu le 10 décembre 2015 mais est immédiatement transféré aux Padres de San Diego en échange d'un joueur à nommer plus tard.
Perdomo, de coutume utilisé comme lanceur partant dans les ligues mineures, fait ses débuts dans le baseball majeur en tant que lanceur de relève pour San Diego le 4 avril 2016 face aux Dodgers de Los Angeles.